# Knihovna Jiřiny Šiklové
Knihovna Jiřiny Šiklové v Praze byla založena v roce 1991 a je úzce spojena s osobností Jiřiny Šiklové a s organizací Gender Studies. Knihovna vznikla nejdříve v podobě pravidelných schůzek s odbornicemi různých zaměření v bytě Jiřiny Šiklové. Na začátku své funkce byla vybavena sbírkou knih, které jí darovali přátelé ze zahraničí. Tento fond byl primárně zaměřen na sociologické publikace a Jiřina Šiklová se rozhodla tento fond zpřístupnit široké veřejnosti. Dnes je knihovna největší svého druhu ve střední a východní Evropě, s přibližně 6 000 svazky knih, stovkami časopisů, materiály tzv. šedé literatury (materiály ze seminářů a konferencí), vzácným Archivem Elišky Krásnohorské a archivem mezinárodního projektu Paměť žen.

## Historie

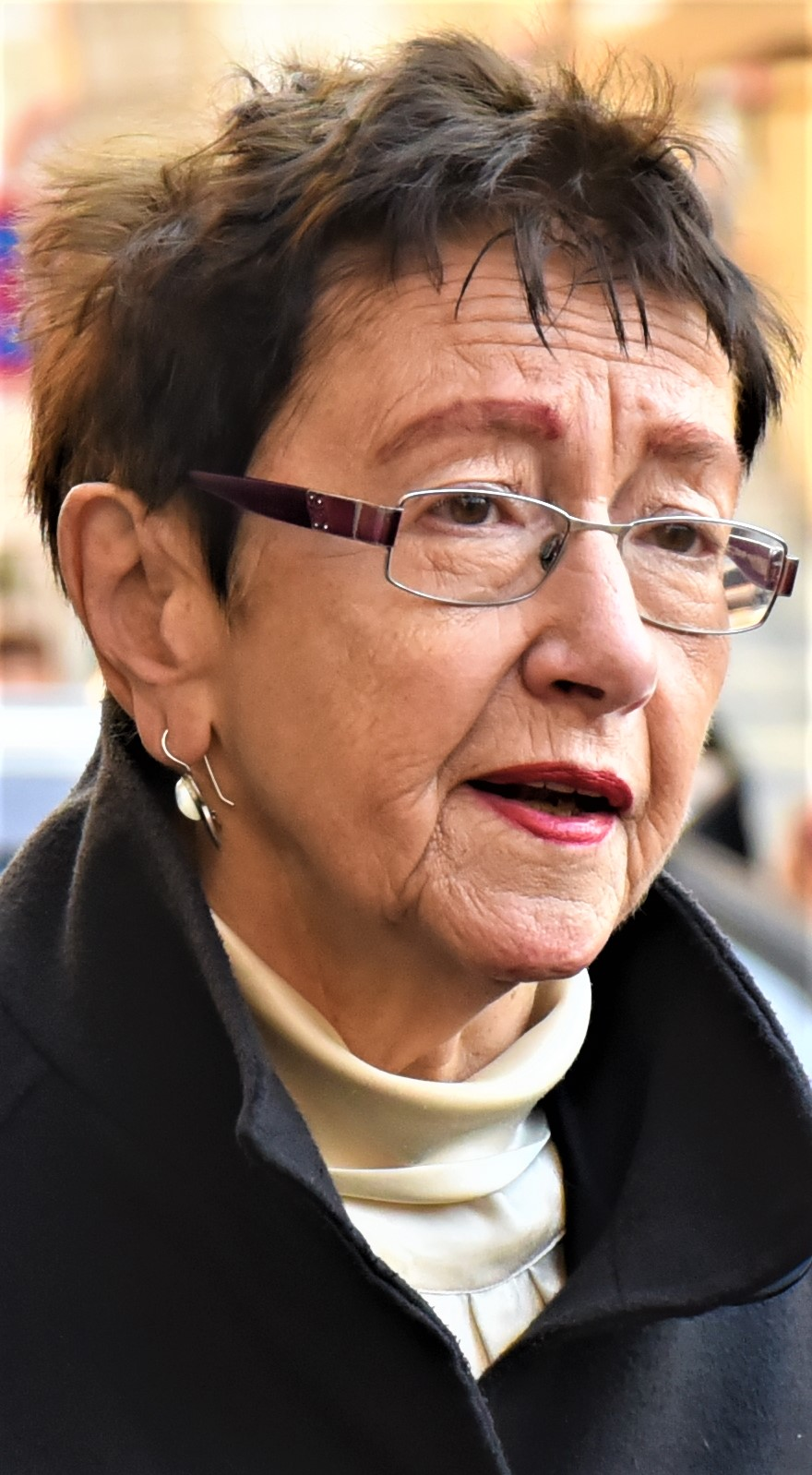
Jiřina Šiklová, zakladatelka knihovny

Gender Studies, organizace, která knihovnu založila, se postupně transformovala z akademické orientace na informační a dokumentační činnost. V roce 1998 došlo k její přeregistraci a změně statutu na obecně prospěšnou společnost. Gender Studies se zaměřuje na širší spektrum aktivit, včetně práce s médii a veřejností, spolupráce s dalšími organizacemi a vzdělávací činnosti. V roce 1998 bylo na Filozofické fakultě Univerzity Karlovy založeno samostatné Centrum studií rodu, které později přešlo na Fakultu humanitních studií UK jako Katedra genderových studií. Katedra knihovnu Jiřiny Šiklové využívá jako svou oborovou knihovnu.
Při založení byla knihovna kvůli svému spojení s centrem nazvána “Curriculum Centrum a knihovna pro Gender Studies”, a prvním jejím posláním bylo poskytovat materiály pro studii gender studies pro odborníky v České republice a na Slovensku. Bylo to právě díky finančnímu daru nadace Frauen Anstiftung z Hamburku v roce 1993, který umožnil socioložce Jiřině Šiklové vybavit kancelář a do knihovny přidat počítače. Ve středisku se pořádaly vzdělávací kurzy pro veřejnost v podobě přednášek jak v češtině, tak i angličtině. Dále také diskuzní skupiny, jazykové kurzy, vydával se bulletin česky i anglicky, vytvořily se vztahy s dalšími ženskými organizacemi z jiných zemí, univerzitami a katedrami gender studies a iniciovaly se přednášky na univerzitách (např. ve školním roce 1994/1995 proběhly přednášky na Filozofické fakultě Univerzity Karlovy, Masarykově univerzitě v Brně a na Univerzitě Palackého v Olomouci).
Významným milníkem v historii knihovny bylo získání Archivu Elišky Krásnohorské v roce 1997, což je historický soubor dokumentů z počátků českého ženského hnutí. Knihovna Jiřiny Šiklové se neustále rozšiřuje a nabízí bohatý zdroj informací a materiálů týkajících se rovného postavení žen a mužů. Součástí fondu je beletrie a poezie ženských autorek.

## Spolupráce a aktivity
Knihovna byla zároveň studijní a koordinační centrum se vztahy a spoluprací s dalšími zeměmi. Centrum začalo s nápady a finanční pomocí od newyorské organizace East West Women Network neboli EWWN (hlavní postavy byly z New School for Social Research - česky “nová škola pro sociální výzkum”). Poté byla přijímána finanční výpomoc od nadace Frauen Anstiftung z Hamburku a německé nadace Heinricha Bolla. Vstupem České republiky do Evropské unie nadace Heinricha Bolla přerušila finanční výpomoc, organizace Gender Studies ale získává podporu z jiných zdrojů. Přestože organizace přispívala veřejné a státní správě, od české vlády podporu nedostávala.
Středisko pro Gender Studies také spolupracovalo s magazínem Aspekt - první česko-slovenský časopis pro ženy, vydávaný v Bratislavě. Centrum přispívalo do čísel Aspektu o tématech feminismu, čarodějnictví, ženy v literatuře, ženy ve vztahu k moci, mateřství atd.
V roce 2002 se Centrum pro Gender Studies zapojilo do projektu 16. akčních dní proti násilí na ženách společně s organizacemi Elektra (pomoc ženám zneužívaným v dětství),  La Strada (pomoc obětem obchodu se ženami), proFem (konzultační centrum pro projekty) a ROSA (pomoc obětem domácího násilí). Všechny vyjmenované organizace jsou součástí Koordinačního kruhu proti násilí na ženách. Tento kruh usiluje o změny názoru veřejnosti i vlády na domácí násilí.

## Služby knihovny
Knihovna, která se nyní nachází na Masarykově nábřeží 8 v Praze 2, nabízí svým návštěvníkům řadu služeb, včetně meziknihovní výpůjční služby, reprografické služby, referenční služby, přístup k internetu, on-line feministické knihkupectví a plnotextovou databázi z oblasti humanitních a společenských věd EBSCO. Knihovna je pro veřejnost otevřena každé pondělí a úterý od 9 do 15 hod a ve středu od 12 do 18 hodin.